# Issai Schur
Issai Schur (Mahilëŭ, 10 gennaio 1875 – Tel Aviv, 10 gennaio 1941) è stato un matematico tedesco.
È conosciuto per i suoi lavori in rappresentazione dei gruppi, per quelli in combinatoria, teoria dei numeri e fisica teorica.